# Дом-коммуна РЖСКТ «1-е Замоскворецкое объединение»
Дом-коммуна РЖСКТ «1-е Замоскворецкое объединение» — памятник конструктивизма, расположенный по адресу улица Лестева, 18 в Даниловском районе Южного административного округа Москвы. Объект культурного наследия регионального значения.

## История
Строительство рабочих посёлков на свободных и малозастроенных территориях близ Донского монастыря, по улицам Шаболовской (современная Шаболовка) и Хавской и на месте бывшей Дровяной площади началось в 1920-х годах с развитием промышленности района. Строительство велось в рамках общегородской программы муниципального и кооперативного строительства, ориентированного на новые формы расселения. Строительство было организовано индустриальным методом, были разработаны типовые секции домов, различное расположение которых позволяло строить здания со сложной конфигурацией и единым композиционным решением. Несколько участков по Сиротскому переулку (современной улице Шухова) Моссовет распределил между кооперативными товариществами. Квартал между переулком, улицей Лестева, Хавской и Шаболовской был выделен кооперативу «Жиркость» бывшей парфюмерной фабрики, впоследствии сменившему название на «1-е Замоскворецкое объединение» и принявшему в свой состав рабочих завода «Красный пролетарий» и других предприятий.
В планировочной структуре соседних кварталов рабочих посёлков преобладала периметральная схема застройки многоквартирными домами с «секциями Моссовета» при свободной планировке внутриквартального пространства. Исключением стал квартал «1-го Замоскворецкого объединения», где на свободной территории в первую очередь был возведён дом-коммуна, спроектированный архитекторами Георгием Вольфензоном, Самуилом Айзиковичем, Сергеем Леонтовичем и Е. Волковым при участии инженера А. Барулина. За основу был взят проект, представленный Вольфензоном, Айзиковичем и Волковым на Втором конкурсе Моссовета на проект дома-коммуны в 1925—1926 годах. По свидетельствам Вольфензона, процесс «идейной проработки» здания сопровождался широкой дискуссией среди членов кооператива. Вопрос желательности постройки дома-коммуны был вынесен на предварительное обсуждение в рабочих коллективах предприятий, объединённых кооперативом. Несмотря на новизну проекта дома-коммуны, его воплощения поддержали до 75 % опрошенных: одним из решающих факторов, повлиявших на благоприятное решение вопроса, стало наличие в коммунальном доме помещений для культурного обслуживания. Проект, разработанный на основе собранных пожеланий проектным Бюро Мосгубжилсоюза прошёл обсуждение и уточнение на собраниях уполномоченных кооперативов, на пленуме президиума Замоскворецкого райсовета и в специальной комиссии, выделенной райсоветом для детального ознакомления.
В центральной части Д-образного здания были размещены 230 отдельных жилых ячеек, объединённых коридорной системой, и общественные помещения: столовая, детский сад, клуб и читальня, физкультурный зал и солярий. Во флигелях расположились 40 традиционных 2-комнатных и 3-комнатных квартир с индивидуальными кухнями для технической интеллигенции и заводской администрации. Строительство было завершено осенью 1929 года в разгар второй градостроительной дискуссии, посвящённой вопросам перестройки быта. Дом-коммуна привлёк внимание как широкой общественности, так и специалистов: для желающих посетить здание были организованы многочисленные экскурсии, он широко освещался в периодической печати. Заселение дома-коммуны вызвало определённые сложности: поначалу планировалось предоставлять комнаты членам кооператива, стоящим в очереди на получение жилья, затем было принято решение на 90 % заселить дом рабочими от станка.
К появлению первых жильцов в декабре 1929 года была издана инструкция по заселению, содержавшая следующие пункты:

- Жильцы дома-коммуны обязуются воздержаться от перевозки предметов хозяйственного оборудования и имущества, не отвечающего условиям проживания в доме (иконы, предметы кухонного обихода, имущество, находящееся в антисанитарном состоянии и пр.).
- Все вселяемые в дом обязуются полностью перейти от индивидуальной кухни на питание в столовой дома. В первую очередь на общественное питание переходят лица, живущие в отдельных комнатах, а остальные — по мере расширения столовой.
- Дети дошкольного возраста всех вселяемых в дом в обязательном порядке размещаются и воспитываются в дневное время в детских учреждениях дома. Жильцы коммуны обязуются принимать активное участие в общественной, культурно-бытовой работе дома, а также в управлении хозяйством дома.
- В течение 1930 г. все проживающие в коммуне обязуются ликвидировать свою неграмотность. Все члены коммуны обязаны самым решительным образом бороться с алкоголизмом, грубостью и некультурностью, религиозностью и остальными явлениями старого быта.
- Жильцы коммуны обязуются бережно и заботливо относиться к хранению общественного имущества и соблюдать правила санитарии и гигиены в пользовании жилыми помещениями.
- Члены коммуны обязаны не только бороться за переустройство и обобществление быта в доме-коммуне, но и добиваться осуществления нового быта в близлежащих домах жилищной кооперации, а также вести агитацию за перестройку быта на тех предприятиях, где они работают.
- Проживающие в доме-коммуне признают для себя обязательными решения товарищеского суда дома по вопросам бытового характера, а также правила внутреннего распорядка и решения общих собраний жильцов дома.
- Все мероприятия по организации нового быта в доме-коммуне проводятся на средства самих проживающих. В случае систематического нарушения правил проживания жильцы дома-коммуны по решению общего собрания могут быть выселены на другую площадь

— Лифшиц И. Из практики организации нового быта // Строительство Москвы : журнал. — 1929. — № 12. — С. 11.
В годы Великой Отечественной войны жильцы дежурили на крыше здания, оберегая его от зажигательных бомб. Опасаясь входа немецких войск в Москву, 16 октября они сбили со здания надпись «Дом-коммуна», а проживавшие в здании партийные работники сжигали документы в собственной котельне дома. В 1960-х — 1970-х годах центральная часть здания была расселена, часть её жильцов получила комнаты и квартиры в квартирных корпусах. В современный период квартирные корпуса сохранили жилую функцию, а коммунальные корпуса были заняты офисами. В ноябре 2015 года дому-коммуне был присвоен статус объекта культурного наследия регионального значения.

## Архитектура
Дом-коммуну на улице Лестева, как правило, называют первым домом-коммуной в СССР. Фактически это постройка переходного типа с квартирами, жилыми ячейками и общественными помещениями. Здание стало редким для 1920-х годов примером общежития, реализованного в составе комплексной застройки, и показательным проектом, который нашёл отклик в более позднем строительстве в рабочих районах Москвы.
Здание переменной этажности (5—6 этажей) состояло из 3 коммунальных и 2 квартирных корпусов, выстроенных буквой «Д». Коммунальные корпуса были построены по коридорной системе, на каждом этаже были размещены отдельные жилые ячейки по 9 и 12 м² с тамбуром и встроенным шкафом, общие умывальные и ванные комнаты, уборные и помещения «для подогревания и приготовления простейших кушаний», оборудованные мойками, кипятильниками и газовыми плитами. На первом этаже коммунального корпуса находились ясли на 35 детей, детский сад на 60 и столовая на 150 мест. Над столовой на втором этаже находился клуб, включавший двухсветный зал и несколько комнат для чтения и кружков. На шестом этаже центрального корпуса размещались помещения для занятий физкультурой. На крыше центрального корпуса разместился солярий с душевыми кабинами и летний кинотеатр.
Ось двора была ориентирована на вертикаль Шуховской башни, от которой расходились корпуса, что создавало впечатление единого комплекса. Размещая жилые и нежилые помещения, архитекторы полагались на функциональную логику: столовая и клуб были ориентированы на север, а ясли и спортивные учреждения, которым требовался солнечный свет — на юг. Квартиры во флигелях были двусторонними, что обеспечивало освещённость и качественное проветривание. Интересный элемент здания — возвышения в торцах комплекса — были сделаны, чтобы имитировать плоскую кровлю, более соответствовавшую принципам конструктивизма, но непрактичную в холодном северном климате из-за необходимости гидроизоляции, уборки снега и очищения водостоков ото льда.